# Бранди Лайънс
Бранди Лайънс (на английски: Brandi Lyons) е артистичен псевдоним на американската порнографска актриса Шийла Даун Страуд, родена на 26 март 1979 година в град Маями, Флорида, израства в щата Кентъки. През 1994 година се омъжва за Скот Лайънс, от когото има дъщеря. Дебютира в порнографската индустрия през 1999 година, когато е на 20 години.

## Отличия
- 2004 XRCO награда – Group Scene
- 2004 AVN награда – Best All-Girl Sex Scene in a Video (The Violation of Jessica Darlin; with Jessica Darlin, Lana Moore, Hollie Stevens, Flick Shagwell, Ashley Blue, and Crystal Ray, for JM Productions)
- 2005 AVN награда – Best Group Sex Scene in a Video (ATM Machine 3)